# Isar-Laber-Radweg
Der Isar-Laber-Radweg ist ein 27 km langer Radwanderweg in Bayern.

## Routenverlauf
Der Radweg führt von Neufahrn i.NB zuerst im Tal des Goldbachs südwärts zum Markt Ergoldsbach, dann weiter bis zum Dorf Kläham. Ab hier über eine Hügelkette bis Mirskofen am Rande des breiten Isartals. Der höchste Punkt wird beim Weiler Buch (466 m ü. NHN) überschritten. Ab hier geht es leicht hügelig abwärts bis Mirskofen am Nordrand des breiten Isartals. Am Stausee Altheim nahe Landshut trifft er auf den Isar-Radweg und den Isar-Vils-Radweg.
Der Radweg ist gut ausgeschildert und Teil des Bayernnetz für Radler. Meistens werden wenig befahrene Nebenstraßen benutzt.
Der Verlauf des Radweges ist in OpenStreetMap einsehbar.